# 早田氏
早田氏（そうだし）は、対馬国の一族。
倭寇（興利倭人）として活動し、全盛期には主家・宗氏の権力を超えて対馬を拠点に九州本土・明・朝鮮・琉球で活動した。

## 概要
李氏朝鮮の申叔舟が1471年に編纂した『海東諸国記』によれば、早田氏が拠点としたのは、与良郡の尾崎一帯（可吾沙只（郷崎）、阿吾頭羅可知（大連河内、百余戸）.可里也徒（仮宿、二百余戸）、敏沙只（水崎、二百余戸）、頭知洞（土寄、二百余戸））であった。戸数を合計すると七百余戸で、『海東諸国記』に記された中では最大規模であり、早田氏は対馬最大の集落を拠点として活動していたことがわかる。尾崎は九州と朝鮮を結ぶ流通路における拠点のひとつであり、それが発展の理由に繋がった。
早田氏において最も早くから活躍が確認できるのは早田左衛門太郎である。左衛門太郎は、「羅可温（中尾）」とも呼ばれ、朝鮮で官職を得た後は「林温」とも称した。幼年の当主・宗都都熊丸（貞盛）を支えて当主以上の権勢を誇り、応永の外寇でも宗氏側の戦力として活躍した。息子の1人である吾都音甫侍は朝鮮語習得のために朝鮮に留学している。
左衛門太郎の子は吾都音甫侍、都時羅、四郎兵衛、中尾弾正、六郎次郎の5人がいるが、左衛門太郎の後継者として活動したのは六郎次郎であった。六郎次郎は、朝鮮だけでなく琉球とも交易し、また倭寇として明にて海賊活動を行った。
『海東諸国記』に見える平（早田）茂続は早田六郎次郎の子で、兄弟に「梨可温（中尾）」がいた。茂続は朝鮮王朝に仕え「中枢」の立場あるいは役職を得ていたものの、『海東諸国記』編纂当時には対馬国に帰国していたという。また、茂続には中尾吾郎という子がいた。吾郎は祖父・六郎次郎の兄弟である中尾弾正の養子であったとされ、1468年に朝鮮にて正四品相当の武官の役職である「護軍」に任じられている。
文安4年（1447年）には、早田河内守盛昌という人物が宗貞盛から書状を送られているが、上記の誰に該当するかは不明である。
長享2年（1488年）には、早田治部左衛門尉が宗貞国から六地（九州）と高麗（朝鮮）との交易に賦課していた税を免除している。